# La campanella (Liszt)

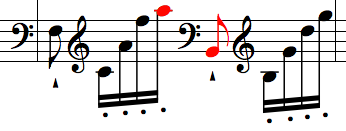
Hai nốt tô đỏ cách nhau 35 nửa cung, tương đương 46cm trên bàn phím.

"La campanella" (Liszt) là tên thường gọi một nhạc phẩm dành cho dương cầm của Franz Liszt. Tên gọi này để phân biệt với nhạc phẩm "La campanella (Paganini)" và với "Campanella (nấm)". Nhạc phẩm này rất nổi tiếng trong giới âm nhạc vì giai điệu rất hấp dẫn và đòi hỏi trình độ biểu diễn dương cầm rất điêu luyện, trong đó có đòi hỏi các "bước nhảy" quãng lớn của đôi bàn tay trên bàn phím dương cầm, phối hợp với sự nhanh nhẹn của các ngón tay. Các khoảng lớn nhất mà tay phải đạt được là mười lăm (hai quãng tám) và mười sáu (hơn hai quãng tám). Tốc độ nhanh làm người biểu diễn có rất ít thời gian di chuyển tay kịp.
Tuy gọi là là bài tập (etude), nhưng nhiều nghệ sĩ dương cầm hàng đầu Thế giới vẫn coi nó là tác phẩm âm nhạc thực thụ để phô diễn tài năng của mình.

## Từ nguyên

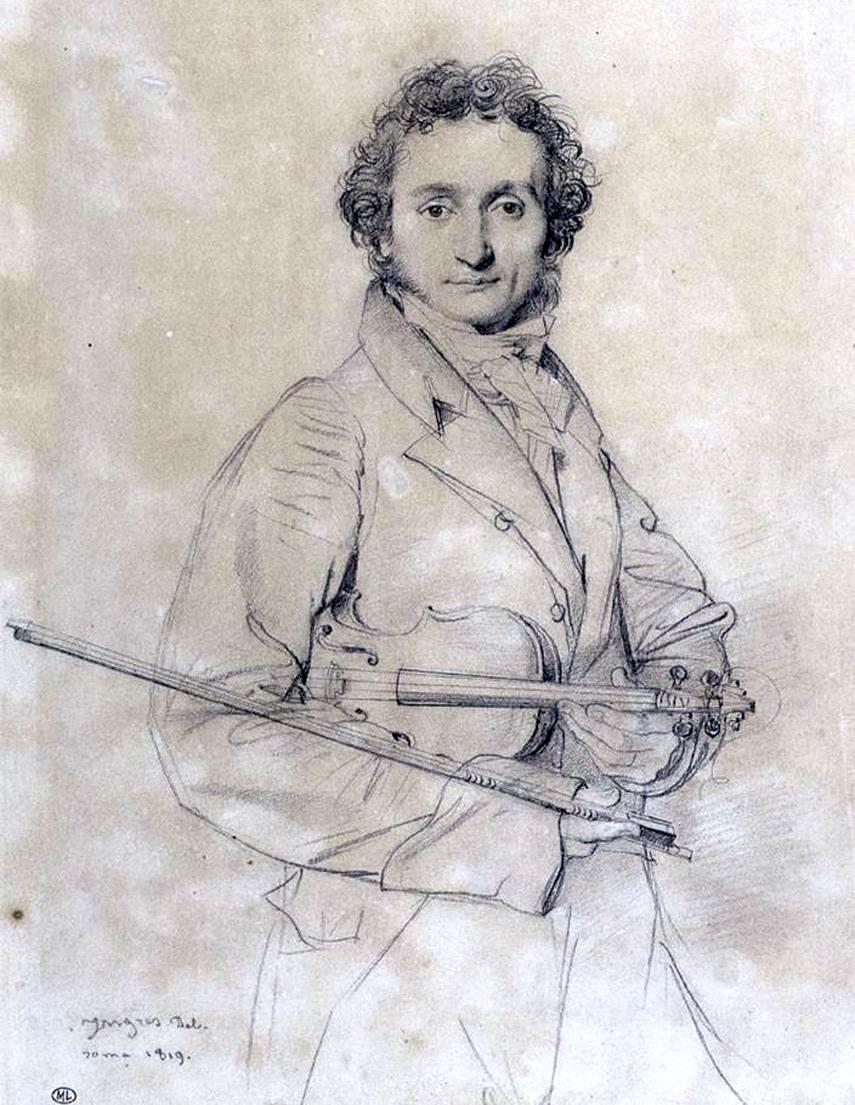
N. Paganini - tác giả chủ đề

- Chủ đề âm nhạc gốc của nhạc phẩm N°3 này là một trong các giai điệu dành cho vĩ cầm biểu diễn của Paganini, nổi tiếng với những đòi hỏi kỹ thuật vĩ cầm điêu luyện và phức tạp, tạo nên hiệu quả như tiếng của một chiếc chuông đồng bé (tiếng Ý là campanella, nghĩa là quả chuông nhỏ). Đồng thời cũng gợi lên một dân ca Ý là "Campanella".  Đó là bản hòa tấu vĩ cầm N°2 mà Paganini hoàn thành năm 1826, công diễn vào năm sau tại La Scala, ở Milan do chính Paganini thực hiện.[1][2][3][4] Giai điệu chủ đề của nhạc phẩm này cho vĩ cầm của Paganini được Liszt chuyển đổi và biến tấu thành "La campanella" (Liszt) cho dương cầm.
- Tên nguyên bản của nhạc phẩm này là Étude No. 3 in G♯ minor (khúc luyện tập số 3 cung Son thăng thứ) mà Liszt biên soạn năm 1851 cho dương cầm theo các giai điệu chủ đề của Nicôlô Paganini cho vĩ cầm. Trong bộ tác phẩm Khúc luyện chính từ Paganini (grandes études de Paganini) của Liszt, nhạc phẩm này xếp thứ ba (N°3).

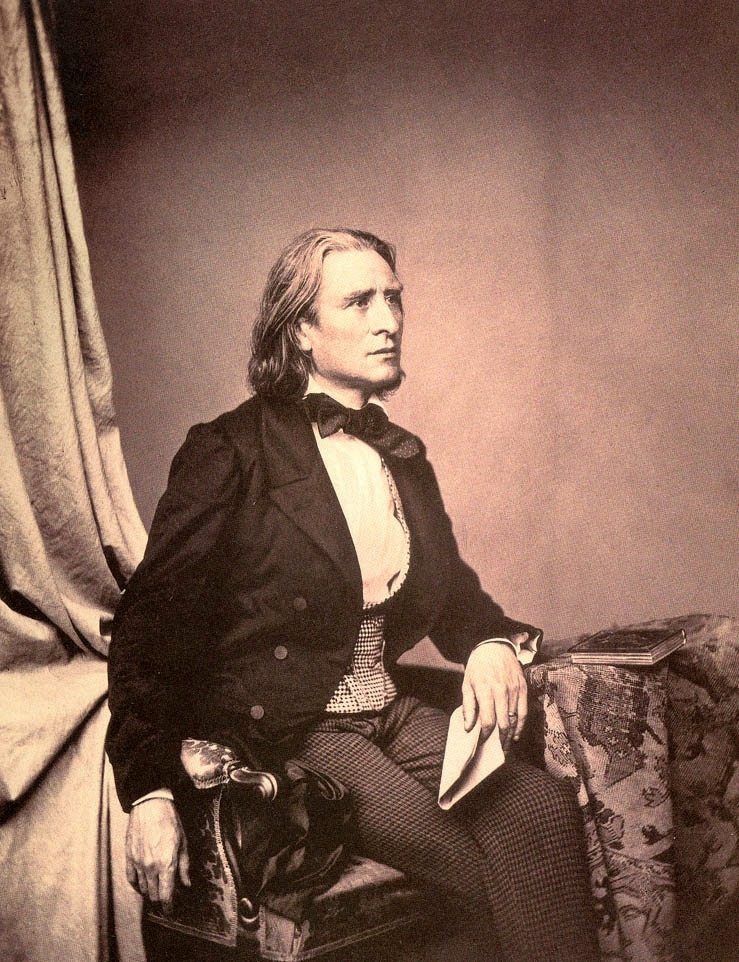
F. Liszt tác giả biến tấu.

## Độ khó
Nhạc phẩm này là một trong những bài tập khó nhất được viết cho dương cầm. Nó đòi hỏi chơi với tốc độ rất nhanh, yêu cầu  tay phải nhảy giữa các quãng lớn hơn một quãng tám, thậm chí có lúc là hai quãng tám. Nói chung, khúc luyện này đòi hỏi độ khéo léo và độ chính xác ở các bước nhảy lớn trên bàn phím, cùng với sự nhanh nhẹn của các ngón tay kém thuận hơn (yếu hơn) của hai bàn tay. Các khoảng lớn nhất mà tay phải đạt được là mười lăm (hai quãng tám) và mười sáu (hai quãng tám) mỗi giây. Các nốt thứ mười sáu được chơi giữa hai nốt, và cùng một nốt được chơi ở hai quãng tám hoặc hai quãng tám và cao hơn thứ hai không nghỉ. Người chơi dương cầm có ít thời gian để di chuyển bàn tay, do đó buộc người chơi piano phải tránh căng cơ. Các quãng mười lăm khá phổ biến ở phần đầu của étude, trong khi quãng mười sáu xuất hiện hai lần, ở các quãng ba mươi và ba mươi hai.

## Cấu trúc
Trang đầu bản nhạc "La campanella" của Franz Liszt cho dương cầm.